# Aprózódás
Az aprózódás felszínformáló folyamat, ami a kőzettömb méretében okoz változást. Az egyre kisebb darabokra töredező, forgácsolódó kőzet kémiai összetétele nem változik(ellentétben a mállással). Az aprózódás két fajtája a hő okozta és a fagy okozta aprózódás.

## Hő okozta aprózódás
Valójában a hőingadozás ereje irányítja ezt az aprózódást. A napi hőingadozás mértéke a sivatagokban a legmagasabb(50-70 °C-ot is elérheti). A felmelegedés során a kőzetek kitágulnak, majd a lehűlés hatására összehúzódnak. Mivel az egyes kőzetalkotó ásványok hőtágulási együtthatója eltérő, a kőzetek összetartó szövete fellazul. Az ismétlődő térfogatváltozás folytán a kőzet előbb megrepedezik, majd feldarabolódik.

## Fagy okozta aprózódás
Itt is a hőingadozáson van a hangsúly, de itt nem a mértéke a lényeges. A fagy okozta aprózódáshoz fagypont körüli hőingadozásra(fagyváltozékonyságra) van szükség. Minél gyakoribb a fagyás és olvadás váltakozása, annál hatékonyabb az aprózódás. Így a kőzetmegbontás e fajtája főleg a magashegységekben a hóhatár közelében és sarkköri területeken jelentős.
A kőzetek repedéseiben lévő víz térfogata fagyáskor kb. 9%-kal megnő, így kitágítva a repedést, aminek nyomán megindul az aprózódás. Hasonló aprózódást okozhat a növények(főleg fák) kőzetekig hatololó gyökereinek vastagodás is, a kőzetek megrepesztésével.